# Критична сировина
Уряди визначають критичну сировину (також використовуються терміни «критична мінеральна сировина», «критично важлива сировина», «критично важливі корисні копалини» або «критичні мінерали») як критично важливу для своєї економіки, тому єдиного переліку такої сировини не існує, оскільки цей перелік відрізняється від країни до країни, як і визначення «критичності». Зазвичай до критичної сировини включають технологічно критичні елементи, рідкісноземельні елементи та стратегічні матеріали.

## Історія та передумови
Аналізуючи історичний розвиток підходів країн до критично важливої сировини, Девід Пек обговорює взаємодію між тими, хто наголошує на економічному зростанні («технології все виправлять»), і тими, хто стверджує, що обмежені ресурси будуть вичерпані («межі зростання»). Ці два підходи є предметом дискусій щодо критичної сировини, і обидва є важливими, оскільки країни діють у власних інтересах, але й реагують на геополітичну напруженість.

## Термінологія та визначення країн
Для розвинених промислових країн загальновживані терміни «критичні корисні копалини», «критичні мінерали» (critical minerals) або «критична сировина» (critical raw materials) стосуються сировинних матеріалів, необхідних для їхніх стратегічних галузей промисловості, де існує ризик перебоїв у постачанні. Партнерство заради безпеки в сировинній галузі — це транснаціональна асоціація, члени якої прагнуть забезпечити стабільне постачання сировини для своїх економік. 5 квітня 2024 року партнери MSP започаткували Форум Партнерства заради безпеки в сировинній галузі для посилення співпраці щодо відповідального використання критичної сировини, що має вирішальне значення для «зеленого та цифрового переходу».

### Критичність
Згідно з Міжурядовим форумом з гірничої справи, корисних копалин, металів та сталого розвитку (Intergovernmental Forum on Mining, Minerals, Metals and Sustainable Development, IGF), критичність не має узгодженого визначення, змінюється з часом та є специфічною для кожної країни та контексту. «Критичність» визначається важливістю цієї сировини для майбутнього розвитку та вразливістю шляхів забезпечення нею, що вважається потенційною загрозою для розвитку. Якщо країна забезпечує свої потреби в тій чи іншій стратегічній сировині через її імпорт, така сировина може стати критичною, особливо в разі її недиверсифікованого постачання.

### Україна
Україна належить до регіонів світу, надзвичайно багатих на мінеральні ресурси. Якщо проаналізувати дані Державного балансу запасів корисних копалин і наявних проявів України та порівняти їх з критичними для ЄС позиціями, то можна стверджувати про певний ресурсний потенціал нашої держави, що дає змогу налагодити видобування і постачання переважної більшості визначених елементів.
Станом на 2020 рік в Україні не було нормативних актів, які б визначали різновиди мінеральної сировини (корисні копалини), що є надзвичайно (стратегічно, критично) важливими для економічної безпеки України.
Певним аналогом «критичної мінеральної сировини» в українському законодавстві були «стратегічні корисні копалини» — термін, який дістався в спадок від СРСР, коли стратегічними вважали насамперед корисні копалини, які використовуються в оборонній (військовій) промисловості. Згідно з постановою Кабінету Міністрів України від 15 липня 1997 р. № 742 «Про надання спеціальних дозволів на користування ділянками надр з метою геологічного вивчення та видобування стратегічно важливих корисних копалин» (втратила чинність на підставі Постанови КМУ від 06.04.2016 № 277) до останніх належали: нафта, природний газ, кам'яне вугілля коксівне, мідь, свинець, цинк, нікель, молібден, кобальт, вольфрам, цирконій, берилій, літій, тантал, ніобій, рідкісноземельні елементи церієвої та ітрієвої груп, золото, п'єзокварц, алмази.
В липні 2021 РНБО України затвердила перелік стратегічних мінеральних ресурсів та корисних копалин, який містить мінеральну сировину для енергетичної безпеки; корисні копалини, що забезпечують валютні надходження; сировину для оборонної та інших видів промисловості, високотехнологічних виробництв тощо. Нині стратегічно важливими для економіки України є природний газ, нафта, вугілля, уран, золото та інші благородні метали, залізо, манган, хром, титан, молібден, мідь, нікель, кобальт, свинець, цинк, берилій, літій, тантал, цирконій, рідкісні землі, сировина для металургії, гірничо-хімічна сировина, агрохімічна та будівельна сировина, графіт, природні мінеральні води.
У жовтні 2021 року Державна служба геології та надр України розробили Проєкт постанови Кабінету Міністрів України «Про затвердження переліків корисних копалин та компонентів стратегічного та критичного значення та переліків ділянок надр (родовищ корисних копалин) стратегічного та (або) критичного значення». Після прийняття Закону України від 18.12.2024 № 4154-IX «Про внесення змін до деяких законодавчих актів України щодо оновлення Загальнодержавної програми розвитку мінерально-сировинної бази України на період до 2030 року та регулювання деяких питань стосовно корисних копалин та компонентів стратегічного та критичного значення» оприлюднено нову редакцію Проєкту постанови, яка містить перелік з 28 корисних копалин та компонентів критичного значення: алюмінієві, берилієві, ванадієві, бісмутові, вольфрамові, галієві, гафнієві, індієві, рідкісноземельні (ітрієві; метали лантаноїдної групи), літієві, арсенові, мідні, нікелеві, ніобієві, олов'яні, свинцеві, скандієві, стронцієві, стибієві, танталові, телурові, титанові, уранові, цезієві, цинкові, цирконієві руди; сіль калійна; флюорит. 14 липня 2025 року Кабінет Міністрів України постановою №845 затвердив цей перелік корисних копалин та компонентів критичного значення.

### США
Остаточний список критично важливих сировинних матеріалів 2023 року містить критично важливі матеріали для енергетики (іноді відомі як «електрична вісімнадцятка» /«electric 18»/) разом із 50 критично важливими корисними копалинами (мінералами).

### ЄС
Акт ЄС про критичну сировину набув чинності 23 травня 2024 року. У ньому зазначено перелік із 34 критичних сировинних матеріалів, включаючи 17 видів сировини, які вважаються стратегічними.

### Велика Британія
Стратегія критичної мінеральної сировини, стійкість заради майбутнього була опублікована в липні 2022 року, оновлена у березні 2023 року. Станом на грудень 2023 року Велика Британія не виробляє жодного з 18 визначених висококритичних матеріалів  тоді як список сировинних матеріалів, що стають все більш критично важливими, містить іридій, марганець, нікель, фосфати та рутеній.
У листопаді 2024 року Центр розвідки критичних корисних копалин, підрозділ Британської геологічної служби, опублікував Оцінку критичності для Великої Британії за 2024 рік, замовлену Міністерством бізнесу та торгівлі. У звіті 34 намйенування мінеральної сировини визначено як критично важливі. Алюміній, хром, германій, залізо та нікель були додані до списку 2021 року, тоді як паладій був вилучений.
Сприяючи сталому плануванню та проектуванню, Сполучене Королівство може зменшити свій попит на обмежені ресурси, одночасно підтримуючи довгострокову економічну стійкість. Крім того, у звіті наголошується на необхідності циркулярної економіки. Покращення процесу відновлення, повторного використання та переробки матеріалів забезпечить повторне потрапляння цих ресурсів у ланцюг постачання, і навіть розгляне формальні процеси, такі як безпечне виведення з експлуатації.
Національний центр інженерної політики Великої Британії опублікував звіт про критично важливі сировинні матеріали у Сполученому Королівстві у 2024 році. У ньому вивчалися способи зменшення попиту Великої Британії на критичні матеріали, особливо в інфраструктурі, шляхом змін у плануванні, проектуванні та виведенні з експлуатації таких технологій, як акумулятори для електромобілів, вітрові турбіни, а також цифрові пристрої.
У звіті також застерігається, що без стратегічних втручань для зменшення критичної сировинної залежності Велика Британія ризикує поставити під загрозу свої цілі щодо нульового рівня викидів та зіткнутися з економічною нестабільністю через дефіцит сировинних матеріалів. Також було висловлено припущення, що країна може і повинна розробити інтегровану стратегію щодо сировинних матеріалів. Ця стратегія передбачає створення Національного центру даних про матеріали для моніторингу використання матеріалів та оцінки ризиків у ланцюжку поставок. Цей центр міг би допомогти Великій Британії розробити комплексну політичну базу для кращого управління споживанням сировини та уникнення майбутнього дефіциту. Крім того, у звіті наголошується на важливості врахування вимог до сировинних матеріалів на ранніх етапах планування інфраструктурних проектів, зокрема в енергетичних, транспортних та цифрових системах. Такий проактивний підхід може допомогти запобігти потенційним збоям, спричиненим дефіцитом сировинних матеріалів.
У звіті Національного центру інженерної політики викладено конкретні рекомендації щодо скорочення використання та споживання критично важливої сировини у Великій Британії. Одна з найамбітніших цілей — скоротити вдвічі матеріальний слід Великої Британії, що сприятиме ефективності використання ресурсів та сталому розвитку. Також пропонується заборонити одноразові вейпи, щоб зменшити кількість електронних відходів та зменшити непотрібне споживання матеріалів. Більше того, у звіті пропонується досягти 15 % скорочення загальносистемного попиту на енергію, що зменшить потребу в матеріалах, необхідні для енергетичної інфраструктури. У звіті стверджувалося, що для підтримки довгострокового відновлення матеріалів Велика Британія повинна інвестувати в інфраструктуру переробки, здатну ефективно переробляти продукти, багаті на критично важливі матеріали, такі як електроніка та батареї.

### Китай
30 листопада 2023 року Міністерство державної безпеки Китаю визначило критично важливі корисні копалини як «ті незамінні металеві елементи та родовища корисних копалин, що використовуються в передових галузях промисловості, таких як нові матеріали, нова енергетика, інформаційні технології наступного покоління, штучний інтелект, біотехнології, виробництво металообробного обладнання, національна оборона та військовий сектор».

## Геополітичний ризик
Посилена увага приділяється ланцюгам постачання загалом і критично важливим матеріалам зокрема, що підкреслюється конкуренцією між США та Китаєм. Китай є найбільшим виробником 30 з 50 найменувань критично важливої мінеральної сировини США, а також важливим гравцем у переробці та виробництві. Після запровадження США обмежень щодо китайської напівпровідникової промисловості, Китай 3 грудня 2024 року вперше запровадив експортні обмеження, спрямовані лише на Сполучені Штати, а не на всі країни, які охопили стибій, галій та германій.
В аналізі Всесвітнього економічного форуму за 2024 рік зазначено, що потенційна нестача критично важливих матеріалів, що виникне внаслідок енергетичного переходу, буде зумовлена факторами попиту, і запропоновано шляхи для урядів щодо подолання пов'язаних з цим невизначеностей.

## Нотатки
1. ↑  Як дослівний переклад англ. critical minerals, що часто ототожнюється із терміном "критична сировина" (англ. critical raw materials), оскільки більшість критичних сировинних матеріалів мають мінеральне походження.
2. ↑  алюміній, кобальт, мідь, диспрозій, електротехнічна сталь, фтор, галій, іридій, літій, магній, природний графіт, неодим, нікель, платина, празеодим, кремній, карбід кремнію та тербій
3. ↑  алюміній, стибій, арсен, барит, берилій, вісмут, церій, цезій, хром, кобальт, диспрозій, ербій, європій, плавиковий шпат, гадоліній, галій, германій, графіт, гафній, гольмій, індій, іридій, лантан, літій, лютецій, магній, манган, неодим, нікель, ніобій, паладій, платина, празеодим, родій, рубідій, рутеній, самарій, скандій, тантал, телур, тербій, тулій, олово, титан, вольфрам, ванадій, ітербій, ітрій, цинк і цирконій
4. ↑  боксити, коксівне вугілля, літій, фосфор, стибій, польовий шпат, легкі рідкісноземельні елементи, скандій, арсен, плавиковий шпат, магній, кремній, барит, галій, манган, стронцій, берилій, германій, природний графіт, тантал, бісмут, гафній, ніобій, титан, бор/борати, гелій, метали платинової групи, вольфрам, кобальт, важкі рідкісноземельні елементи, фосфати, ванадій, мідь, нікель
5. ↑  сурма, бісмут, вольфрам, ванадій, галій, графіт, індій, літій, магній, ніобій, паладій, платина, рідкісноземельні елементи, кобальт, кремній, тантал, телур, олово
6. ↑  алюміній, стибій, берилій, бор, хром, вугілля, кобальт, мідь, флюорит, галій, германій, графіт, індій, залізо, літій, марганець, молібден, природний газ, нікель, ніобій, нафта, калій, рідкісноземельні елементи, реній, тантал, олово, титан, вольфрам, уран, ванадій і цирконій